# Юголокское муниципальное образование
Юголокское муниципальное образование — муниципальное образование со статусом сельского поселения в 
Усть-Удинском районе Иркутской области России. Административный центр — Юголок.

## Демография
По результатам Всероссийской переписи населения 2010 года 
численность населения муниципального образования составила 1059 человек, в том числе 529 мужчин и  530 женщин.

## Населенные пункты
В состав муниципального образования входят населенные пункты
- Юголок
- Кижа[2]